# Бета-кістяк

Заснований на колах 1.1-кістяк (жирні темні ребра) і 0.9-кістяк (світлі пунктирні сині ребра) множини випадкових 100 точок у квадраті.

{\displaystyle {\boldsymbol {\beta }}}-кістяк, бета-кістяк або бета-скелет — орієнтований граф, визначений на множині точок на евклідовій площині. Дві точки p і q пов'язані ребром, коли всі кути prq менші від деякого порогу, визначеного параметром {\displaystyle \beta }.

## Визначення на основі кіл

Порожні простори, що визначають заснований на колах -кістяк. Зліва:. Посередині:. Праворуч:.

Нехай {\displaystyle \beta } — додатне дійсне число, обчислимо кут {\displaystyle \theta } за формулами
{\displaystyle \theta ={\begin{cases}\sin ^{-1}{\frac {1}{\beta }},&&\beta \geqslant 1\\\pi -\sin ^{-1}{\beta },&&\beta \leqslant 1\end{cases}}}
Для будь-яких двох точок p і q на площині нехай Rpq — множина точок, для яких кут prq більший від {\displaystyle \theta }. Тоді Rpq набуває вигляду об'єднання двох відкритих дисків із діаметром {\displaystyle \beta {d}(p,q)} для {\displaystyle \beta \geqslant 1} і {\displaystyle \theta \leqslant \pi /2} і набуває форми перетину двох відкритих дисків діаметра {\displaystyle d(p,q)/\beta } для {\displaystyle \beta \leqslant 1} і {\displaystyle \theta \geqslant \pi /2}. Коли {\displaystyle \beta =1}, дві формули дають те саме значення, {\displaystyle \theta =\pi /2} і Rpq набуває форми одного відкритого диска з діаметром pq.
{\displaystyle \beta }-кістяк дискретної множини S точок площини — це неорієнтований граф, який з'єднує дві точки p і q ребром pq, коли Rpq не містить точок S. Тобто {\displaystyle \beta }-кістяк є графом порожніх просторів, визначених ділянками Rpq. Якщо S містить точку r для якої кут prq більший від {\displaystyle \theta }, то pq не є ребром {\displaystyle \beta }-кістяка. {\displaystyle \beta }-кістяк складається з тих пар pq, для яких така точка r існує.

## Визначення на основі лінз
Деякі автори використовують альтернативне визначення, в якому порожні ділянки Rpq для {\displaystyle \beta >1} є не об'єднанням двох дисків, а лінзою, перетином двох дисків із діаметрами {\displaystyle \beta {d}(pq)}, таких, що відрізок pq лежить на радіусах обох дисків, так що обидві точки p і q лежать на межі перетину. Як і у випадку {\displaystyle \beta }-кістяка, заснованого на колах, заснований на лінзах {\displaystyle \beta }-кістяк має ребро pq, коли ділянка Rpq порожня від інших точок. Для цього альтернативного визначення, граф відносних околів є особливим випадком {\displaystyle \beta }-кістяка з {\displaystyle \beta =2}. Для {\displaystyle \beta \leqslant 1} два визначення збігаються, а для більших значень {\displaystyle \beta } заснований на колах кістяк є подграфом кістяка, заснованого на лінзах.
Одна важлива різниця між заснованими на колах та заснованими на лінзах {\displaystyle \beta }-кістяками полягає в тому, що для будь-якої множини точок, які не лежать на одній прямій, завжди існує досить велике значення {\displaystyle \beta }, таке, що заснований на колах {\displaystyle \beta }-кістяк є порожнім графом. Для контрасту, якщо пара точок p і q має властивість, що для будь-якої точки r один із двох кутів pqr і qpr тупий, то заснований на лінзах {\displaystyle \beta }-кістяк міститиме ребро pq незалежно від того, наскільки велике значення {\displaystyle \beta }.

## Історія
Першими {\displaystyle \beta }-кістяк визначили Кіркпатрик і Радке як масштабно інваріантний варіант альфа-форми Едельсбруннера, Кіркпатрика і Зайделя. Назва {\displaystyle \beta }-кістяк відбиває факт, що в деякому сенсі {\displaystyle \beta }-кістяк описує форму множини точок так само, як топологічний кістяк описує форму двовимірної ділянки. Також розглянуто декілька узагальнень {\displaystyle \beta }-кістяка на графи, визначені іншими порожніми ділянками.

## Властивості
Якщо {\displaystyle \beta } змінюється безперервно від 0 до {\displaystyle \infty }, засновані на колі {\displaystyle \beta }-кістяки утворюють послідовність графів від повного графа до порожнього графа. Спеціальний випадок {\displaystyle \beta =1} веде до графа Габріеля, який, як відомо, містить евклідове мінімальне кістякове дерево. Отже, якщо {\displaystyle \beta \leqslant 1}, {\displaystyle \beta }-кістяк також містить граф Габріеля і мінімальне кістякове дерево.
Для будь-якої сталої {\displaystyle \beta }, для визначення послідовності точкових множин, {\displaystyle \beta }-кістяки яких є шляхами довільно великої довжини в одиничному квадраті, можна використати побудову фракталу, який нагадує згладжену версію сніжинки Коха. Тому, на відміну від тісно зв'язаної тріангуляції Делоне, {\displaystyle \beta }-кістяки мають необмежений коефіцієнт розтягування і не є геометричними кістяками.

## Алгоритми
Простий природний алгоритм, який перевіряє кожну трійку p, q і r на належність точки r ділянці Rpq може побудувати {\displaystyle \beta }-кістяк будь-якої множини з n точками за час O(n3).
Коли {\displaystyle \beta \geqslant 1}, {\displaystyle \beta }-кістяк (у будь-якому визначенні) є підграфом графа Габріеля, який є підграфом тріангуляції Делоне. Якщо pq є ребром тріангуляції Делоне, але не є ребром {\displaystyle \beta }-кістяка, то точку r, яка утворює більший кут prq, можна знайти як одну з двох точок, що утворюють трикутник із точками p і q в тріангуляції Делоне. Тому для цих значень {\displaystyle \beta } заснований на колах {\displaystyle \beta }-кістяк для множини n точок можна побудувати за час O(n log n) шляхом обчислення тріангуляції Делоне та використовуючи цей тест як фільтр для ребер.
Для {\displaystyle \beta <1} інший алгоритм — Уртадо, Ліотти та Мейєра (Meijer) — дозволяє побудувати {\displaystyle \beta }-кістяк за час O(n2). Жодної кращої межі для часу в гіршому випадку не існує, оскільки для будь-якого фіксованого значення {\displaystyle \beta }, меншого від 1, існують множини точок у загальному положенні (невеликі збурення правильного многокутника), для яких {\displaystyle \beta }-кістяк є щільним графом із квадратним числом ребер. У тих самих квадратичних часових межах можна обчислити весь {\displaystyle \beta }-спектр (послідовність заснованих на колах {\displaystyle \beta }-кістяків, отримуваних змінюванням {\displaystyle \beta }).

## Застосування
Заснований на колах {\displaystyle \beta }-кістяк можна використати в аналізі зображень для відновлення форми двовимірного об'єкта, якщо дано множину точок на межі об'єкта (обчислювальний аналог головоломки «Сполучити точки», де послідовність сполучання точок не задано заздалегідь як частину головоломки, а алгоритм має її обчислити). Хоча, загалом, це вимагає вибору значення параметра {\displaystyle \beta }, можна довести, що вибір {\displaystyle \beta =1{,}7} буде правильно відновлювати всю межу будь-якої гладкої поверхні і не створюватиме будь-якого ребра, яке не належить межі, оскільки точки генеруються досить щільно відносно локальної кривини поверхні. Однак в експериментальних тестах менше значення {\displaystyle \beta =1{,}2} було ефективнішим для відновлення карти вулиць за множиною точок, що відображають центральні лінії вулиць у геоінформаційній системі. Як узагальнення техніки {\displaystyle \beta }-кістяка для відновлення поверхонь у тривимірному просторі, див. Hiyoshi, (2007).
Засновані на колах {\displaystyle \beta }-кістяки використовували для пошуку графів мінімальної зваженої тріангуляції множини точок — для досить великих значень {\displaystyle \beta } будь-яке ребро {\displaystyle \beta }-кістяка гарантовано належить мінімальній зваженій тріангуляції. Якщо ребра, знайдені в такий спосіб, утворюють зв'язний граф на всіх точках, то решта ребер мінімальної зваженої тріангуляції можна знайти за поліноміальний час за допомогою динамічного програмування. Однак, у загальному випадку, задача мінімальної зваженої тріангуляції є NP-складною і підмножина ребер, знайдених у такий спосіб, може не бути зв'язною.
{\displaystyle \beta }-кістяки також застосовують у машинному навчанні для задач геометричної класифікації і в бездротових ad-hoc-мережах як механізм контролю складності мережі шляхом вибору підмножини пар бездротових станцій, які можуть спілкуватися між собою.